# 天塩郡
- 令制国一覧 > 北海道 (令制) > 天塩国 > 天塩郡
- 日本 > 北海道 > 留萌振興局 > 天塩郡
- 日本 > 北海道 > 宗谷総合振興局 > 天塩郡

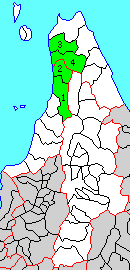
北海道天塩郡の位置（1.遠別町 2.天塩町 3.豊富町 4.幌延町 黄：明治期）

天塩郡（てしおぐん）は、北海道（天塩国）留萌振興局・宗谷総合振興局の郡。
人口10,244人、面積2,039.15km²、人口密度5.02人/km²。（2025年6月30日、住民基本台帳人口）
以下の4町を含む。
留萌管内
- 遠別町（えんべつちょう）
- 天塩町（てしおちょう）

宗谷管内
- 豊富町（とよとみちょう）
- 幌延町（ほろのべちょう）

## 郡域
1879年（明治12年）に行政区画として発足して以来、郡域は上記4町のまま変更されていない。

## 歴史

### 郡発足までの沿革
江戸時代の天塩郡域は西蝦夷地に属し、慶長年間ころから松前藩によってテシホ場所が開かれていた。陸上交通は、南に隣接する苫前郡以南や北に隣接する北見国宗谷郡方面へは沿岸部を陸路で通行でき、特に文化年間以降、留萌場所などに馬を配置する際は北見国経由で送られていた。
江戸時代後期になると文化元年9月1日厳島神社が創建される。また南下政策を強力に進めるロシアの脅威に備え文化4年天塩郡域は天領とされた。文政4年には一旦松前藩領に復したものの、安政2年再び天領となり庄内藩が天塩に出張陣屋を築き警固を行い、同6年の6藩分領以降庄内藩領となった。戊辰戦争（箱館戦争）終結直後の1869年、大宝律令の国郡里制を踏襲して天塩郡が置かれた。

### 郡発足以降の沿革
- 明治2年

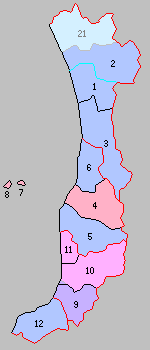
北海道一・二級町村制施行時の天塩郡の町村（1.天塩村 2.幌延村 3.遠別村 青：区域が発足時と同じ町村および合併を経ていない町村 水色：分立して現存する町村 21.豊富村）

  - 8月15日（1869年9月20日） - 北海道で国郡里制が施行され、天塩国および天塩郡が設置される。開拓使が管轄。
  - 8月17日（1869年9月22日） - 水戸藩の管轄となる（北海道の分領支配）。
- 明治4年8月20日（1871年10月4日） - 再び開拓使の管轄となる。
- 明治5年
  - 4月9日（1872年5月15日） - 全国一律に戸長・副戸長を設置（大区小区制）。
  - 10月10日（1872年11月10日） - 4月に設置された区を大区と改称し、その下に旧来の町村をいくつかまとめて小区を設置（大区小区制）。
- 明治9年（1876年）9月 - 従来開拓使において随意定めた大小区画を廃し、新たに全道を30の大区に分ち、大区の下に166の小区を設けた。

- 第29大区
  - 1小区

- 明治11年（1878年）- 天塩村、遠別村、幌延村、砂流村（のちの沙流村）を設置。
- 明治12年（1879年）7月23日 - 郡区町村編制法の北海道での施行により、行政区画としての天塩郡が発足。
- 明治13年（1880年）3月 - 留萌郡外六郡役所（留萌天塩中川上川苫前増毛郡役所）の管轄となる。
- 明治14年（1881年）7月 - 増毛郡外六郡役所（増毛留萌天塩中川上川苫前郡役所）の管轄となる。
- 明治15年（1882年）2月8日 - 廃使置県により札幌県の管轄となる。
- 明治19年（1886年）1月26日 - 廃県置庁により北海道庁札幌本庁の管轄となる。
- 明治30年（1897年）11月5日 - 郡役所が廃止され、増毛支庁の管轄となる。
- 大正3年（1914年）9月7日 - 増毛支庁の移転・改称により留萌支庁の管轄となる。
- 大正4年（1915年）4月1日 - 北海道二級町村制の施行により、天塩村（二級村、単独村制）が発足。（1村）
- 大正8年（1919年）4月1日 - 北海道二級町村制の施行により、下記の町村が発足。（3村）
  - 幌延村（二級村） ← 幌延村、沙流村（現・幌延町）
  - 遠別村（二級村、単独村制、現・遠別町）
- 大正13年（1924年）4月1日 - 天塩村が北海道一級町村制・町制を施行して天塩町（一級町）となる。（1町2村）
- 昭和15年（1940年）9月1日 - 幌延村の一部（大字沙流村の一部）が分立して豊富村（二級村）が発足。（1町3村）
- 昭和18年（1943年）6月1日 - 北海道一・二級町村制が廃止され、北海道で町村制を施行。二級町村は指定町村となる。
- 昭和21年（1946年）10月5日 - 指定町村を廃止。
- 昭和22年（1947年）5月3日 - 地方自治法の施行により全域が北海道留萌支庁の管轄となる。
- 昭和23年（1948年）10月20日 - 豊富村を宗谷支庁の管轄に移管。
- 昭和24年（1949年）4月1日 - 遠別村が町制施行して遠別町となる。（2町2村）
- 昭和25年（1950年）11月15日 - 豊富村の一部（字メナシベツのうち天興・曙[1]）が稚内市に編入。
- 昭和34年（1959年）1月1日 - 豊富村が町制施行して豊富町となる。（3町1村）
- 昭和35年（1960年）9月1日 - 幌延村が町制施行して幌延町となる。（4町）
- 平成22年（2010年）4月1日 - 宗谷支庁・留萌支庁をそれぞれ宗谷総合振興局・留萌振興局に改組。幌延町の管轄を宗谷総合振興局に移管。